# 9 Zaodrzański Pułk Piechoty

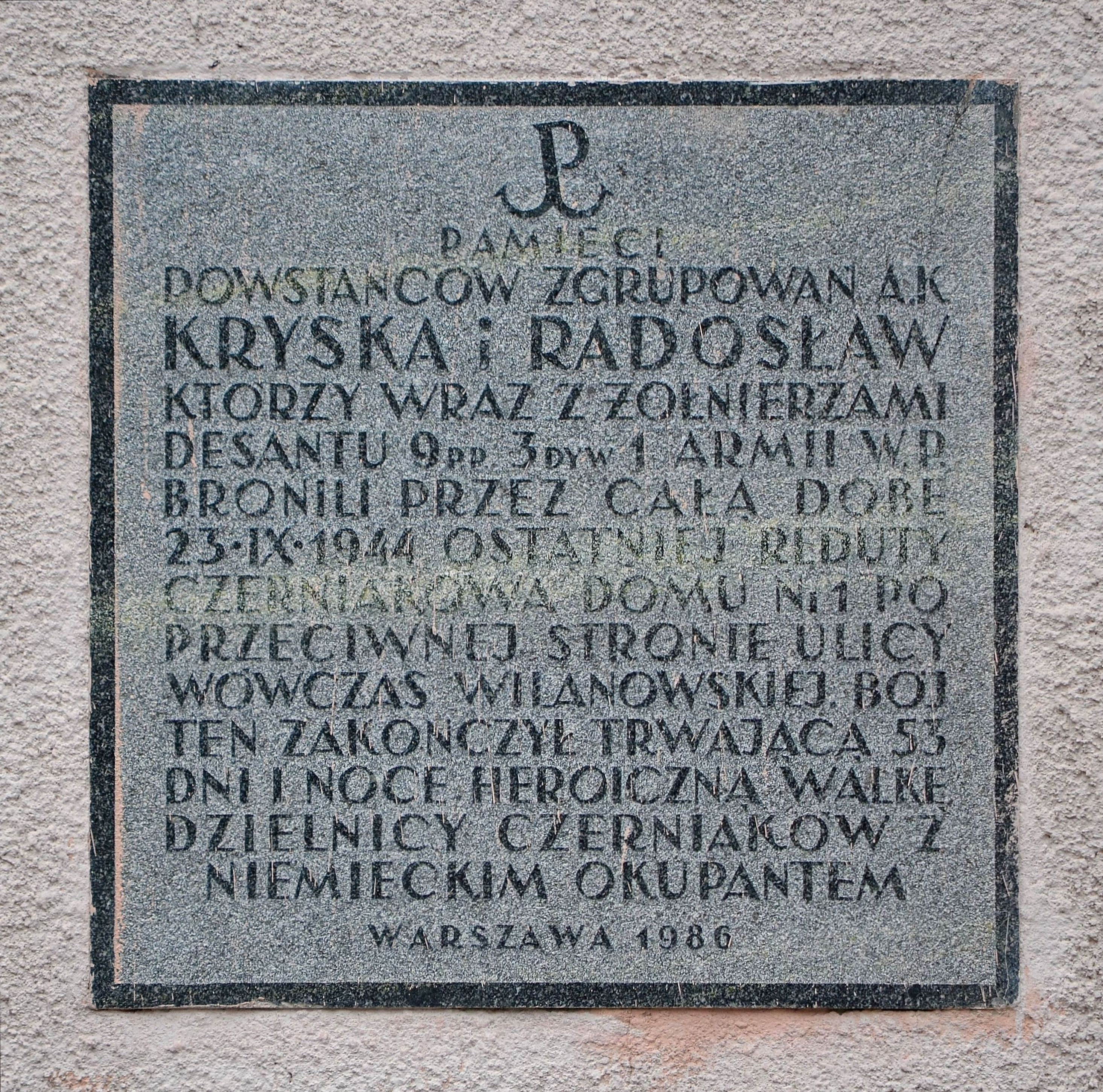
Tablica pamiątkowa przy ul. Solec 57 upamiętniająca redutę powstańczą bronioną przez żołnierzy Armii Krajowej i 9 pułku piechoty

9 Zaodrzański pułk piechoty (9 pp) – oddział piechoty ludowego Wojska Polskiego.
Pułk został sformowany w Sielcach nad Oką na podstawie rozkazu nr 95 dowódcy 1 Korpusu Polskich Sił Zbrojnych w ZSRR z dnia 27 grudnia 1943. Jednostka została zorganizowana według sowieckiego etatu Nr 04/501 – pułku strzelców Gwardii i włączona w skład 3 Pomorskiej Dywizji Piechoty im. Romualda Traugutta.

## Żołnierze pułku
Dowódcy pułku:
- kpt. Kazimierz Roszkowski (do 16 lutego 1944)
- mjr Franciszek Mierzwiński (16 lutego – 11 października 1944)
- mjr Dymitr Grin (11–20 października 1944)
- ppłk Mikołaj Berezowski (20 października 1944 – 13 lutego 1945)
- mjr Feliks Błażewicz (13–18 lutego 1945)
- ppłk Józef Kacan (18 lutego 1945 do końca wojny)
- ppłk Gębarowicz (1946)
- mjr/ppłk Feliks Zarożny (1946–1947)[6]
- ppłk Szulczyński (1947–1947)
- ppłk Stanisław Olechnowicz (1947–1948)
- płk Łaszkow (1948)
- mjr Ambros (1948–1950)
- ppłk Feliks Zarożny (1950–1951)
- mjr/ppłk Włodzimierz Lewicki (1951– do 10.1952)
- mjr Romuald Smolicz (1952–1953)
- mjr Stanisław Sawicki (1953–14.12.1955)
- ppłk Kornel Serwiński (15.12.1955–1957)[7]

## Skład etatowy
dowództwo i sztab
- 3 bataliony piechoty
- kompanie: dwie fizylierów, przeciwpancerna, rusznic ppanc, łączności, sanitarna, transportowa,
- baterie: działek 45 mm, dział 76 mm, moździerzy 120 mm
- plutony: zwiadu konnego, zwiadu pieszego, saperów, obrony pchem, żandarmerii

Razem:
żołnierzy 2915 (w tym oficerów – 276, podoficerów 872, szeregowców – 1765).
Sprzęt:
162 rkm, 54 ckm, 66 rusznic ppanc, 12 armat ppanc 45 mm, 4 armaty 76 mm, 18 moździerzy 50 mm, 27 moździerzy 82 mm, 8 moździerzy 120 mm

## Marsze i działania bojowe
Od chwili sformowania do zakończenia wojny pułk walczył w składzie 3 Dywizji Piechoty.
Najcięższe walki stoczył na przyczółku warecko-magnuszewskim i w Warszawie niosąc pomoc powstańcom na przyczółku czerniakowskim. Na Wale Pomorskim walczył w rejonie Nadarzyc. W Kołobrzegu zdobył silnie umocniony rejon gazowni. Walczył podczas forsowania Odry pod Gozdowicami i pod Wriezen. Na terenie Brandenburgii forsował Kanał Hohenzollernów pod Borgsdorfem, a następnie walczył pod Linum i Dechtow. Rozkazem NDWP nr 2 z dn. 3 stycznia 1946  za bohaterstwo został odznaczony Krzyżem Orderu Virtuti Militari V klasy i otrzymał miano „Zaodrzańskiego”.
|  |  |  |  |  |

|  |  |  |

## Okres powojenny

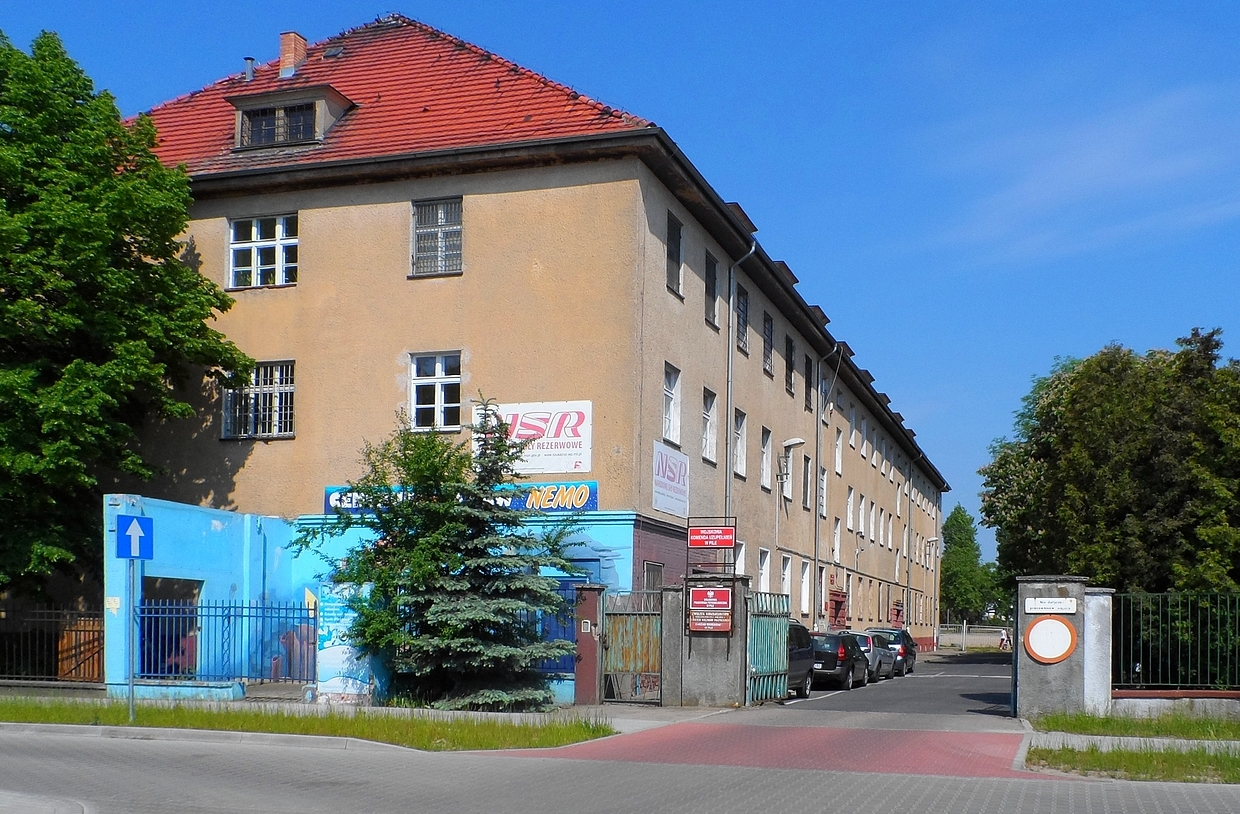
Piła. W tym kompleksie wojskowym od 1949 stacjonował 9 pułk piechoty (kompleks wojskowy przy ul. Kossaka)

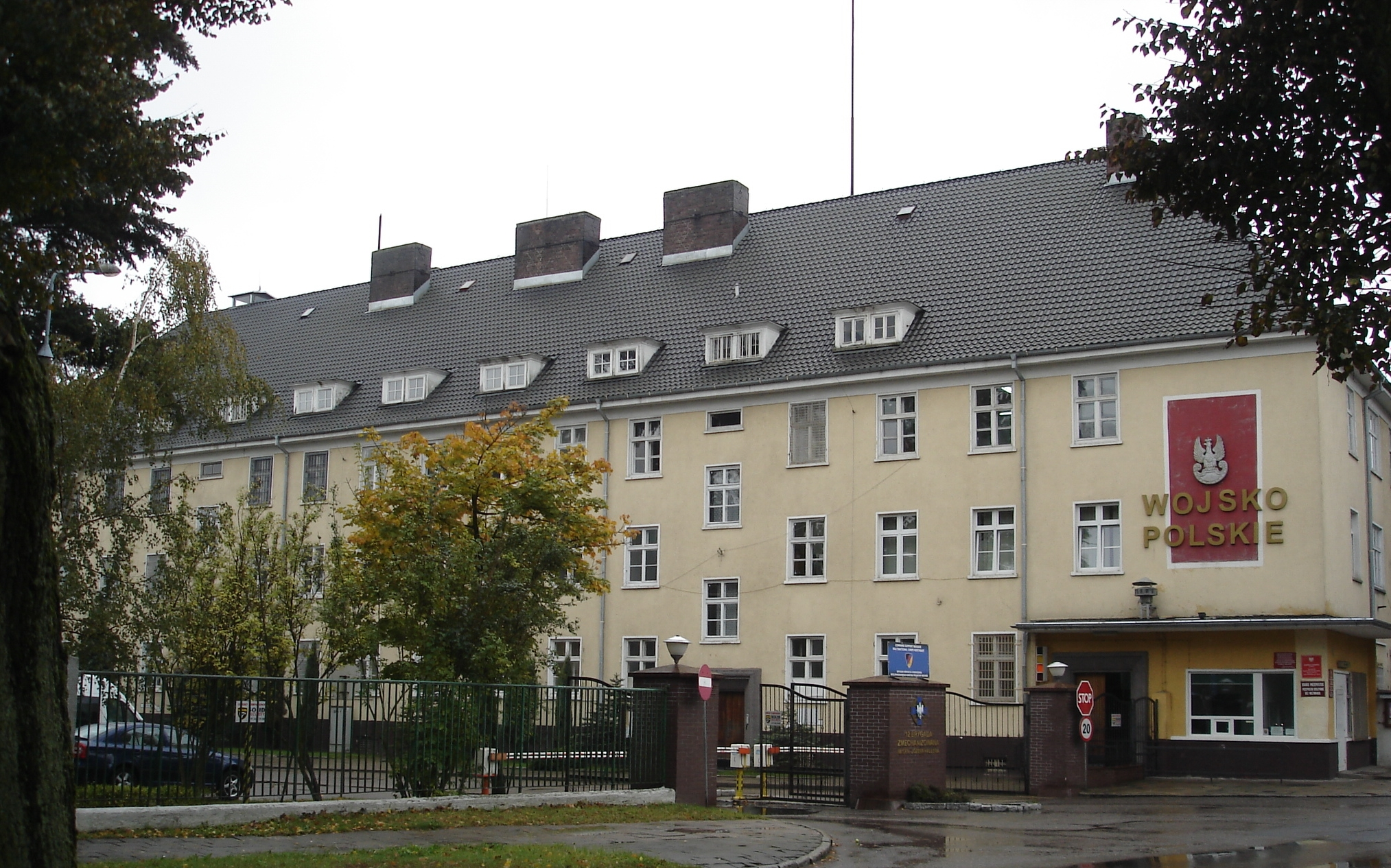
Stargard Szczeciński – w tych koszarach od 1957 stacjonował pułk

Po zakończeniu działań wojennych pułk dyslokowano do Kraśnika. Jego 2 batalion piechoty przeniesiono do Terespola i Krasnegostawu, a 3 batalion piechoty do Krystynopola.
Na podstawie rozkazu Nr 0046/Org. Ministra Obrony Narodowej z dnia 30 marca 1949 pułk został wyłączony ze składu 3 DP i podporządkowany dowódcy 14 Dywizji Piechoty (JW 1572 Hrubieszów) i dyslokowany w tym samym do Piły, gdzie stacjonował w koszarach przy ulicy Kossaka - Powstańców Wielkopolskich.
Na podstawie rozkazu Nr 0025/Org. Ministra Obrony Narodowej z dnia 2 kwietnia 1957 jednostka, stacjonująca wówczas w garnizonie Piła, została rozformowana. Część kadry i żołnierzy skierowano do innych jednostek i instytucji, w tym także do funkcjonującej od 1948  Oficerskiej Szkoły Samochodowej w Pile i jednostek lotniczych. Pozostałych przeniesiono do rezerwy.
43 pułk piechoty stacjonujący w garnizonie Stargard Szczeciński, na mocy zarządzenia Nr 071/Org. szefa Sztabu Generalnego WP z dnia 3 maja 1957, został przemianowany na 9 Zaodrzański pułk piechoty. Obecnie imię 9 Zaodrzańskiego pułku piechoty nosi ulica w tym mieście.

## Przekształcenia
1. 43 pułk piechoty[a] → 9 Zaodrzański pułk piechoty → 9 Zaodrzański pułk zmotoryzowany → 9 pułk zmechanizowany → 6 Brygada Kawalerii Pancernej → 2 batalion 12 BZ
2. 9 Zaodrzański pułk piechoty ↘ rozformowany w 1957